# Франс Самут
Франс Самут (Зебуг, 13. новембар 1945 — 4. мај 2011) је био малтешки романописац.

## Биографија
Самут се родио у Зебуђу, Малта. Похађао је основну школу у Зебуђу, Колеџ Св. Алојзија, Колеџ за наставнике Св. Мајкл, Универзитет Малта (B.A., Теолошка диплома, Мастер у образовању) и Универзитет у Перуђи (Диплома за предавача италијанског језика као страног језика).

## Посао
Прво признање Самут је добио још у раним '60-им када је још као тинејџер објавио своју кратку причу L-Istqarrija, која је освојила прву награду на такмичењу Għaqda Kittieba Żgħażagħ, као и кроз друге две приче којима је на истом такмичењу освојио друго и четврто место; а потом у касним '60-им, био је суоснивач Moviment Qawmien Letterarju (Књижевни покрет обнове). А касније је био и секретар у Akkademja tal-Malti (Малтешка језичка академија).
Године 2010, био је изабран за сарадника Наполеоновог друштва.
Саммут је завршио своју каријеру у образовању као директор школе, иако је од 1996. до 1998. Био саветник за културу Премијера Малте. Оженио се Катерином рођ, Кахија, са којом је имао два сина, Марка и Жан-Пјера.
Издао је многе радове, укључујући и најпродаванији роман Il-Gaġġa (Кавез), који је био полазна тачка за Gaġġa филм који је 1971 режирао Mario Philip Azzopardi, Самурај, за који је добио Ротманову награду, Пачевил, за који је добио државну литерну медаљу, и Il-Ħolma Maltija (Малтешки сан), о чему је књижевни критичар Norbert Ellul-Vincenti написао, "не постоји ништа дубље у малтешкој литературо." Бивши премијер и драматург Alfred Sant сматрао је да је то Саммутово"ремек-дело", а британскиаутор и песник Marjorie Boulton га је назвао "колосалним делом".
Самут је такође објавио збирке кратких прича: Labirint (Лавиринт), Newbiet (Годишња доба), И Hrejjef Zminijietna (Приче наших времена).
Његови радови обухватају Ir-Rivoluzzjoni Franciza: il-Grajja u t-Tifsira (Француска револуција: Историја и значење), Bonaparti f'Malta (Бонапарта на Малти), чији је француски превод, Bonaparte à Malte, објављен 2008, а Да Винчијев код (2006), двојезични (енглески и малтешки) цоментари на међународни bestseller. Он је такође уредио и Mikiel Anton Vassallis Лексикон. Васалија је сматрао оцем малтешког језика. 2006, Самутов превод Васалијевог Motti, Aforismi e Proverbii Maltesi је штампан као Ghajdun il-Ghaqal, Kliem il-Gherf u Qwiel Maltin. 2007, његова Il-Holma Maltija у преводу као (as La Malta Revo) представила је Малту у Esperanto збирци класичних литерарних радова штампаних за Mondial Books у Њујорку. 2008, његова Il-Gagga је доживела пето издање. 2009, Самут је представио револуционарну реинтерпретацију Pietru Caxarove поеме "Xidew il-qada" (знане као "Il Cantilena"), која је и најстарији писани докуменат на малтешком језику.
Самут је превео важне ствари за позориште: Рацин Phedre (Федра) (1978) и Максим Горки „На дну“, оба приказана у Маноел театру, под режисерском палицом песника Mario Azzopardi Архивирано на веб-сајту  (9. новембар 2019).
Бивши ректор универзитета Малте, професор филозофије и признати малтешки интелектуалац Петер Сераћино Инглот је рекао:
Саммутова генијалност је била у могућности да трансформише од Волтаренског пајаца до историјске личности неким карневалским и ироничним правцем. Читалац има прилику да ужива у обе стране карактера са несмањеном дозом свечаности. Један се смешка као саучесник у сумњама, падовима и променама расположења. Стислки помак од историјске приче до фикције је можда највећи изазов са којим се сусреће било који преводилац.
Професрор Хенри Фредо о Франсу Самуту рекао је следеће:
Топао и искрен, достојанствен син Ħaż-Żebbuġ-а, ватрени Франкофон, и потенцијални полемичар на својствен начин, патриота, страствен као и увек, Франс је говорио енглески на једнаком нивоу као и малтешки и знао је да исправи и када би грешио неко други али и када би сам погрешио.
Бивши амбасадор на Малти Daniel Rondeau описао је Самута:
Седокос, са великим очима и белим, густим брковима, јаког стиска руке, аутор Bonaparte à Malte.

## Смрт
Последње речи Франса Самута су биле: “Моја супруга и ја требало је да идемо у Јерусалим, али изгледа да су се планови променили. Ја сада идем у Небески Јерусалим."
Серакино Инголт је на ове речи рекао: "Сватих после овога да се сузе и смех смењују."

## Национална награда
У мају 2014, малтешко министарство образовања покренуло је награду Франс Самут као награду за малтешки језик.

## Универзитетски уџбеници
Романи Франса Самута се изучавају на Униврзитету Малте.
Бројне тезе и радови су написани о његовим романима.